# Naucelles-Reilhac
Ancienne commune du Cantal, la commune de Naucelles-Reilhac a existé du 1er décembre 1972 au 1er janvier 1983. Elle a été créée en 1972 par la fusion des communes de Naucelles et de Reilhac. En 1983, elle a été supprimée et les deux communes constituantes ont été rétablies.